# Велинг, Хайнц-Хельмут
Хайнц-Хельмут Велинг (нем. Heinz-Helmut Wehling; род. 8 сентября 1950, Бад-Франкенхаузен-Кифхойзер, ГДР) — немецкий борец греко-римского стиля, двукратный призёр Олимпийских игр, чемпион мира и Европы, шестикратный чемпион ГДР (1971—1975, 1977, 1978).

## Биография
Начав заниматься борьбой в 14 лет, уже в 1965 году победил на юношеском чемпионате ГДР.
В 1970 году стал вторым на чемпионате ГДР, завоевал звание чемпиона Европы, а на чемпионате мира был четвёртым. В 1971 году завоевал звание чемпиона ГДР, а на чемпионате мира был шестым.
На Летних Олимпийских играх 1972 года в Мюнхене боролся в полулёгком весе (до 62 килограммов). Регламент турнира остался прежним, с начислением штрафных баллов, но сменилось количество баллов, начисляемых за тот или иной результат встречи. За чистую победу штрафные баллы не начислялись, за победу с явным преимуществом начислялось 0,5 штрафных балла, за победу по очкам 1 балл, за ничью 2 или в случае пассивной ничьи 2,5 балла, за поражение с явным преимуществом соперника 3,5 балла и за чистое поражение 4 балла. Как и прежде, борец, набравший 6 штрафных баллов, из турнира выбывал. Титул оспаривали 19 борцов.
После пятого круга осталось пять борцов, которые не выбыли из турнира. Получилось так, что болгарин Георги Марков пропускал шестой круг. В шестом круге никому не удалось добиться чистой победы, и все, как победители, так и побеждённые из турнира выбыли, оставив одного Маркова. Велинг получил серебряную награду благодаря победе в пятом круге над Казимежем Липенем
| Выступление на Олимпийских играх 1972 года | Выступление на Олимпийских играх 1972 года | Выступление на Олимпийских играх 1972 года | Выступление на Олимпийских играх 1972 года | Выступление на Олимпийских играх 1972 года | Выступление на Олимпийских играх 1972 года | Выступление на Олимпийских играх 1972 года |
| Круг                                       | Соперник                                   | Страна                                     | Результат                                  | Баллы                                      | Всего баллов                               | Время схватки                              |
| ------------------------------------------ | ------------------------------------------ | ------------------------------------------ | ------------------------------------------ | ------------------------------------------ | ------------------------------------------ | ------------------------------------------ |
| 1                                          | Хидэо Фудзимото                            | Япония                                     | Поражение По очкам                         | -3                                         | -3                                         |                                            |
| 2                                          | Хуан де Хернандес                          | Гватемала                                  | Победа Туше                                | 0                                          | -3                                         | 1:30                                       |
| 3                                          |                                            |                                            |                                            | 0                                          | -3                                         |                                            |
| 4                                          | Йон Паун                                   | Румыния                                    | Ничья                                      | -2,5                                       | -5,5                                       |                                            |
| 5                                          | Казимеж Липень                             | Польша                                     | Победа Туше                                | 0                                          | -5,5                                       | 7:00                                       |
| 6                                          | Джамал Мегрелишвили                        | Союз Советских Социалистических Республик  | Победа По очкам                            | -1                                         | -6,5                                       |                                            |

После олимпийских игр перешёл в лёгкий вес. В 1973 году завоевал бронзовую медаль чемпионата мира. В 1974 году победил на Гран-при Германии, был вторым на чемпионате мира, и третьим на чемпионате Европы. В 1975 году на чемпионате мира был лишь пятым. В 1976 году был вторым на Гран-при Германии и четвёртым на чемпионате Европы.
На Летних Олимпийских играх 1976 года в Монреале боролся в лёгком весе (до 68 килограммов). Регламент турнира остался в основном прежним. Титул оспаривали 17 борцов.
Судьба наград решалась в финальном круге: трое из четырёх, вышедших в финал, сохраняли шансы на золотую медаль. Однако Велинг свою встречу проиграл, и остался на третьем месте.
| Выступление на Олимпийских играх 1976 года | Выступление на Олимпийских играх 1976 года | Выступление на Олимпийских играх 1976 года   | Выступление на Олимпийских играх 1976 года | Выступление на Олимпийских играх 1976 года | Выступление на Олимпийских играх 1976 года | Выступление на Олимпийских играх 1976 года | Выступление на Олимпийских играх 1976 года |
| Круг                                       | Соперник                                   | Страна                                       | Результат                                  | Счёт                                       | Баллы                                      | Всего баллов                               | Время схватки                              |
| ------------------------------------------ | ------------------------------------------ | -------------------------------------------- | ------------------------------------------ | ------------------------------------------ | ------------------------------------------ | ------------------------------------------ | ------------------------------------------ |
| 1                                          | Мартин Шёндорфер                           | Федеративная Республика Германии (1949—1990) | Победа                                     | 6-4                                        | -1                                         | -1                                         |                                            |
| 2                                          | Эразмо Эстрада                             | Куба                                         | Победа                                     | Туше                                       | 0                                          | -1                                         |                                            |
| 3                                          | Пат Марси                                  | Соединённые Штаты Америки                    | Победа                                     | Дисквалификация                            | 0                                          | -1                                         | 4:01                                       |
| 4                                          | Жан Маттео Ранци                           | Италия                                       | Победа                                     | Дисквалификация                            | 0                                          | -1                                         | 7:40                                       |
| 5                                          | Штефан Русу                                | Румыния                                      | Поражение                                  | Дисквалификация                            | -4                                         | -5                                         | 7:54                                       |
| 6                                          | Сурен Налбандян                            | Союз Советских Социалистических Республик    | Поражение                                  | 9-12                                       |                                            |                                            |                                            |

В 1977 году на чемпионате Европы был лишь шестым, но зато завоевал звание чемпиона мира. В 1978 году на чемпионате мира остался только шестым, а в 1979 году на чемпионате Европы лишь четвёртым.
Хайнц-Хельмут Велинг называется одним из первых борцов, который в 1979 году был задействован в восточногерманской программе применения допинга. В том же году Велинг оставил большой спорт.
После окончания карьеры, вернулся в Росток, где стал тренером. В 1989 году перебрался в Западную Германию, где стал тренером в Саарбрюкене. Живёт в Санкт-Венделе.